# Сёстры Папен

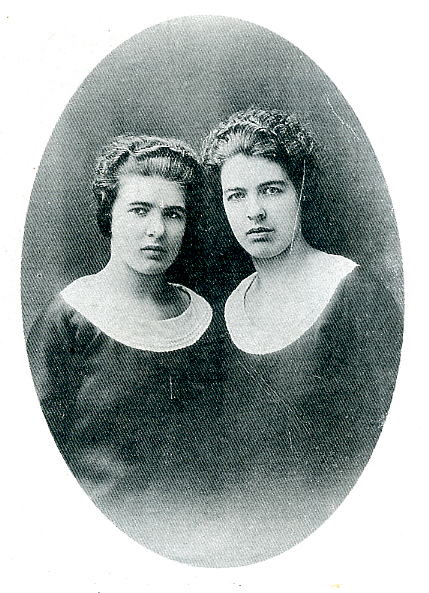
Лея и Кристина Папен.

Сёстры Папе́н, Кристи́на (фр. Christine Papin, 8 марта 1905 — 18 мая 1937) и Лея́ (фр. Léa Papin, 15 сентября 1911 — 24 июля 2001) — две сестры́-французские преступницы, 2 февраля 1933 года[уточнить] убившие в Ле Мане жену и дочь хозяина дома Ланселена, в котором они работали домашней прислугой (Кристина — кухаркой, Лея — горничной).
Дело сестёр Папен вызвало интерес всей Франции,
в том числе рабочего класса, литературных и интеллектуальных кругов,
подняв, среди прочих, вопросы эксплуатации рабочего класса.
Об этом деле писал, в частности французский психиатр и философ Жан Лакан, развивая тему параноидального психоза, как одной из причин параноидальных преступлений, приводя в пример сестёр Папен, вопреки заключению их судебно-психиатрической экспертизы.
По поводу дела сестёр французское общество разделилось на два лагеря:
одна часть — бо́льшая — считала сестёр виновными и требовала для них смертной казни;
другая — меньшая — говорила об эксплуатации трудящихся.

## Жизнь до преступления

### Детство
Сёстры росли в неблагополучной семье.
Во времена детства сестёр их отец пил, растлил их старшую сестру Эмилию, когда той было 11 лет.
Став взрослой, Эмилия постриглась в монахини.
Мать и отец сестёр во времена их детства развелись,
и отец уехал неизвестно куда.
Мать была гулящей, работала, где придётся.
Кристину взяла на воспитание её тётка,
но позже у тётки отобрали девочку и поместили в сиротский дом Бон-Пастер.
Лея воспитывалась в приюте Сен-Шарль.

### Взрослая жизнь
Став взрослыми, сёстры стали работать домашней прислугой в частных домах.
Прежде чем трудоустроиться к Ланселенам,
Кристина сменила десять мест работы в качестве прислуги.
Все предыдущие наниматели характеризовали её позитивно:
как хорошую работницу, трудолюбивую, чистоплотную и честную.
Однако Кристина всегда отказывалась трудоустраиваться в дом,
если вместе с ней на работу не брали её младшую сестру Лею.
Кристина — кухарка, Лея — горничная.
К моменту преступления Кристина проработала у Ланселенов 7 лет.
Сёстры зарабатывали у Ланселенов хорошую зарплату в 300 франков в месяц,
так что им удалось скопить 20 000 франков сбережений.

## Преступление
В день своего преступления сёстры Папен до самого вечера оставались в доме одни,
в то время как мать и дочь Ланселен пошли по магазинам,
после чего мать с дочерью собирались ехать в гости (они были приглашены на обед),
так что в тот вечер мать и дочь Ланселен не собирались заходить домой.
Когда стемнело, Кристина и Лея закончили работы — из-за поломки отключилось электричество
(но вызванный электрик неисправностей не нашёл) —
поднялись к себе в комнату, разделись и легли в кровать.
Вскоре внизу послышался шум — это пришли мать и дочь Ланселен.
Кристина накинула на плечи блузку и спустилась вниз.
На площадке второго этажа она встретила хозяйку — Ланселен-мать.
На суде Кристина дала об этом такие показания:
«Госпожа обругала меня, но не угрожала мне…
я схватила жестяной кувшин и изо всех сил ударила её по голове…». 

Ланселен-дочь кинулась на помощь матери,
Кристина набросилась на неё
и вырвала ей глаза.
На шум прибежала Лея,
которая набросилась на Ланселен-мать,
пальцами вырвала ей глаза
и «ударяла её головой о кувшин».
О дальнейшем Кристина дала показания:
«Когда мы отправились на кухню за ножом и молотком, с ними [с матерью и дочерью Ланселен] уже было покончено».
После этого сёстры заперлись в своей комнате,
разделись и легли в постель, «крепко прижавшись друг к другу».
2 февраля 1933 года[уточнить] полицейский Делеа обнаружил на втором этаже особняка изувеченные трупы матери и дочери Ланселен.
Когда полиция выломала дверь в комнату сестёр,
они обе лежали голыми в своей постели
и Кристина сказала полицейским: «Мы ждали вас».

## Суд

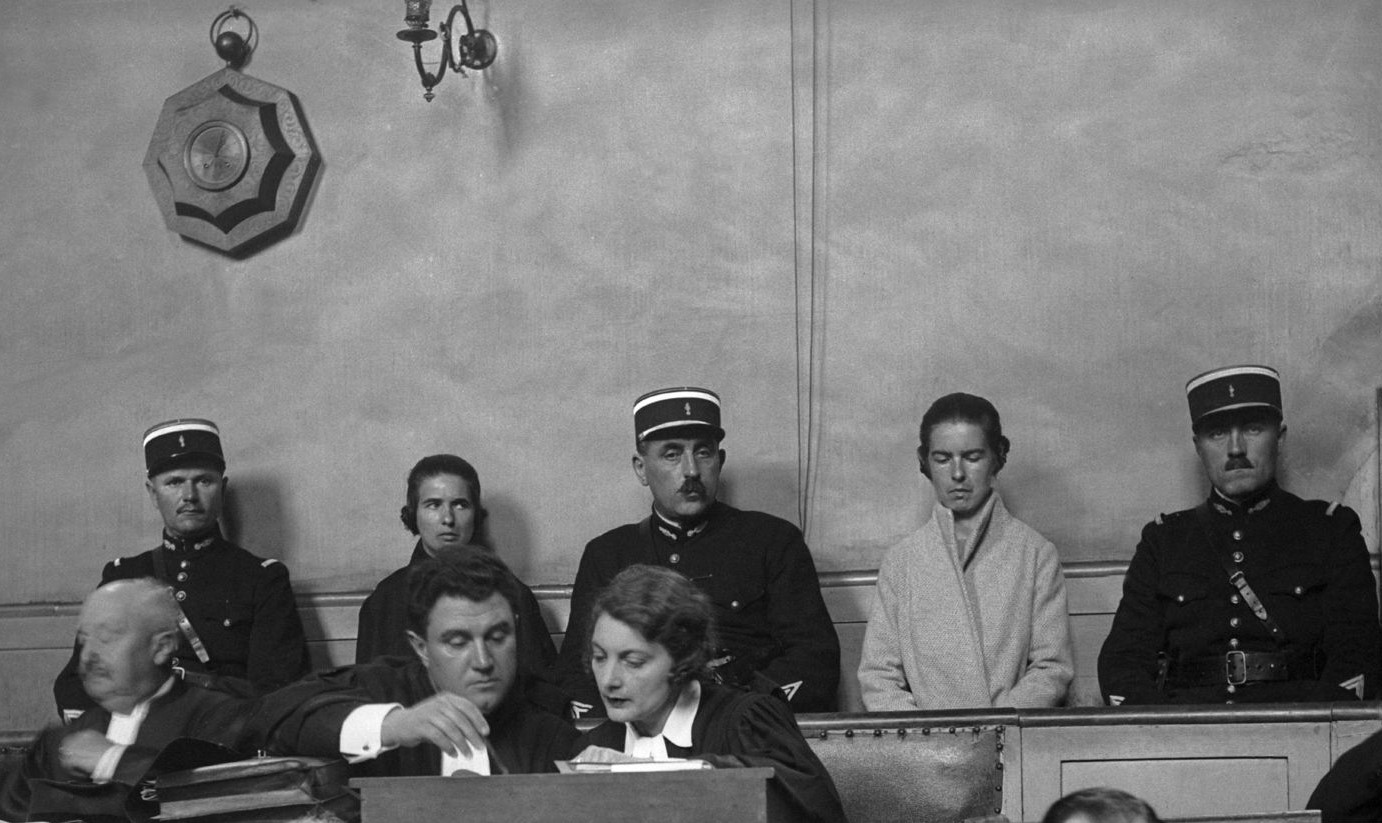
Сёстры на суде.

Судебный процесс по делу сестёр Папен состоялся 29 сентября 1933 года.
Кристине на тот момент было 28 лет, Лее — 22 года.
Сёстры так и не смогли объяснить, зачем они убили хозяек.
Кристина дала показания, что у Ланселенов им жилось неплохо
и претензий к хозяевам у неё нет.
Хозяин дома — поверенный Ланселен — даже после убийства сёстрами его жены и дочери,
характеризовал сестёр хорошо.
Будучи допрошен, он характеризовал Кристину, как честную, трудолюбивую женщину хорошего поведения.
На суде выражались подозрения,
что сёстры состояли друг с другом в лесбийской связи.
Основаниями для такого подозрения послужило следующее:
- сёстры не общались с мужчинами,
- были очень привязаны друг к другу,
- каждый выходной — даже в праздники — сёстры запирались в своей комнате и проводили в ней весь день;
- после их преступления полиция обнаружила их голыми в одной постели,
- в тюрьме сёстры умоляли надзирательниц позволить им встретиться, при этом Кристина кричала: «Верните мне мужа!», имея в виду Лею (!); когда Лею привели к ней в камеру, Кристина принялась обнимать и ласкать сестру. И надзирательницам пришлось их разлучить.

На суде сёстры — и Кристина, и Лея — отрицали лесбийскую связь между ними.
Психиатр-эксперт доктор Шварзиммер,
проводивший судебно-психиатрическую экспертизу сестёр,
дал на суде заключение (показания), что сёстры полностью вменяемы и ответственны за своё преступление,
в том числе у них нет плохой наследственности.
Адвокаты сестёр высказали сомнения в правильности его заключения
и вызвали дать показания на процессе других психиатров-экспертов.
Заключение экспертизы Шварзиммера было оспорено защитой сестёр на следующих основаниях:
- У сестёр плохая наследственность (вопреки тому, что говорил Шварзиммер (!)):
  - дед — эпилептик,
  - двоюродный брат умер в приюте для умалишённых,
  - дядя-неврастеник повесился у себя в комнате.
- Детство сестёр прошло в травмирующей психику обстановке:
  - Гулящая мать плохо заботилась как об их отце (своём муже), так и о своих дочерях (сёстрах Папен), а однажды и вовсе исчезла;
  - Отец был алкоголиком, и растлил их старшую сестру Эмилию, когда той было 11 (одиннадцать) лет;
  - Развод родителей;
  - После развода родителей Кристину вырвали из дома тётки, которая воспитывала её с любовью, и поместили в сиротский дом;
  - У Леи тоже всё детство прошло в сиротском приюте, причём она попала туда, когда была ещё совсем маленькой.

На основании этих доводов защита сестёр на суде
поставила под сомнение заключение эксперта Шварзиммера о вменяемости сестёр
и ходатайствовала (требовала) назначить новую судебно-психиатрическую экспертизу.
Но суд (в том числе по требованию прокурора) отклонил это ходатайство защиты, удовлетворившись заключением Шварзиммера.

### Приговор
Присяжные вынесли вердикт о виновности сестёр Кристины и Леи Папен.
29 сентября 1933 года сёстрам был вынесен приговор: 

Кристина была приговорена к смертной казни, 

Лея — к 10 (к десяти) годам каторги и 20 (двадцати) годам ссылки.
22 января 1934 года президент Франции Альбер Лебрен помиловал Кристину,
и приговор заменили каторгой.
И Кристина была переведена в Центральную женскую тюрьму города Ренн.

## Дальнейшая жизнь
Через несколько недель после приговора и перевода Кристины в реннскую тюрьму — в 1934 году — у неё обнаружилась (проявилась) психическая болезнь — депрессия;
она была помещена в психиатрическую больницу Ренна,
где умерла три года спустя — в 1937 году, в возрасте 32 года, от кахексии.
Лее за хорошее поведение снизили срок на 2 (два) года,
в 1941 году она освободилась,
разыскала мать и поселилась[где?] вместе с ней.
Много десятилетий после освобождения она работала горничной в различных гостиницах запада Франции.
Она умерла 24 июля 2001 года, в возрасте 89 лет,
замужем ни разу не была, детей не имела.
Похоронена в Нанте на Кладбище бутильеров.
Через год после суда над сёстрами Папен состоялся суд над Виолеттой Нозьер.
Судебно-психиатрическую экспертизу Виолетты Нозьер проводил тот же психиатр-эксперт, который освидетельствовал сестёр Папен,
и так же дал заключение, что Виолетта Нозьер психически вменяема и ответственна за своё преступление.
Заключение его экспертизы по Виолетте Нозьер было оспорено её (Виолетты) адвокатом,
в том числе на том основании, что год назад он (психиатр-эксперт) освидетельствовал сестёр Папен,
дал заключение, что они вменяемы,
а вскоре в тюрьме у одной из сестёр — Кристины — обнаружилась (проявилась) психическая болезнь.

## В психоанализе
Молодой французский психиатр, будущий знаменитый психоаналитик Жак Лакан посвятил разбору преступления сестёр Папен статью «Мотивы параноидального преступления — преступление сестёр Папен» (фр. Motifs du crime paranoïaque – Le crime des sœurs Papin), опубликованную в журнале сюрреалистов «Минотавр» в 1933—1934 годах.

## В искусстве
Дело сестёр Папен вдохновило многих писателей и деятелей кино и театра,
которые создали о них немало литературных произведений, пьес и фильмов.
В частности:
- В 1947 году Жан Жене написал пьесу «Служанки» (фр. Les Bonnes). Несмотря на бросающееся в глаза сходство сюжета его пьесы с историей сестёр Папен, Жан Жене всегда яростно отрицал, что на создание пьесы его вдохновило дело сестёр.
- В 1963 году французский режиссёр Никос Папатакис[фр.] снял фильм Бездна[фр.].
- В 1994 году американский (США) режиссёр Нэнси Меклер[англ.] сняла фильм Sister My Sister[фр.].
- 1995: Клод Шаброль снял фильм «Церемония», экранизировав роман Рут Ренделл «Каменный приговор».
- 2000: Жан-Пьер Дени[фр.] снял фильм Les Blessures assassines[фр.], экранизировав книгу Paulette Houdyer о деле сестёр Папен.
- 2000: режиссёр документального кино Клод Вентура[фр.] снял фильм В поисках сестер Папен[фр.].
- 2005: французская певица Жюльет Нуреддин записала песню «Проклятый колокол» (альбом «Mutatis mutandis»).
- В 2019 году был снят фильм «Паразиты». В интервью режиссёр Пон Чжун Хо сообщил, что основными источниками вдохновения для создания фильма послужили картина «Служанка» (1960) Ким Ги Ёна и дело сестёр Папен.